# Alkurah
Alkurah (arab. „die Blesse“) ist die Bezeichnung des Doppelsterns ξ Cephei (Xi Cephei). Alkurah gehört der Spektralklasse A3/6Vm an und besitzt eine scheinbare Helligkeit von +4,29 mag. Seine Entfernung beträgt ca. 100 Lichtjahre. Andere Namen: Alkirdah, Al Kirduh